# AS 7007事件
AS 7007事件是发生于1997年4月25日的互联网重大中断事件。一台运行着AS7007的路由器意外地泄露了相当一部分的路由表，从而形成了路由黑洞。此次事件由維珍尼亞州的麥克萊恩的公司MAI网络服务（MAI Network Services）引起，但通常被误认由佛罗里达州互联网交换中心导致。
泄露的路由表可能由受影响路由器中存在的故障导致为/24前缀，与位于互联网上的路由表相比更为详细，从而使得AS路径被重写至AS7007，进而让其它互联网路由器所使用的边界网关协议（BGP）倾向于使用被泄露的路由。这一问题随后被防止路由器从其他网络中的路由表消失其他问题所加重，甚至发送路由表数据的原路由都被迫断线。这一系列因素叠加导致了错误的进一步扩散，进而影响到整个互联网的运行。
通过对这一事件的分析，为减轻后续类似事件的影响，互联网服务提供商（ISP）的BGP操作发生了重大变化。

## 另请参阅
- 路由过滤
- 黑洞 (网络)